# Едіт Голловей
Едіт Марта Голловей (англ. Edith Martha Holloway, 6 грудня 1867 — 8 травня 1956) — медсестра-доброволиця у Сербії під час Першої світової війни[джерело?] і британська шахістка. Вона була донькою скульптора Джона Дентона Кріттендена (англ. John Denton Crittenden, 1834—1877), який виставлявся в Королівській академії.
Вона перемогла у першому після Першої світової війни Британському Чемпіонаті серед жінок у 1919 році, і була в списку призерів у кількох наступних змаганнях, виборовши титул вдруге у 1936 році у віці шістдесяти восьми років.
Вона грала за Англію на 1-й неофіційній шаховій олімпіаді в Парижі 1924 року, її індивідуальна статистика — +2 −9 =2 (загалом 13 ігор, включаючи відбіркові). Голловей стала першою жінкою, яка зіграла на Олімпіаді, і ця подія була відома тим, що вона перемогла Пітера Потьомкіна, російського майстра, який оселився у Франції.
Вона розділила перше місце з Гелен Коттон на Meran 1924 (неофіційний чемпіонат Європи серед жінок). Після турніру троє учасниць (Голловей, Коттон і Агнес Стівенсон) перемогли трьох інших (Паула Вольф-Кальмар, Ґюліх і Польнер) у подвійному раундовому матчі між Лондоном і Віднем.
Голловей також розділила 4—5 місце на першому Чемпіонаті світу з шахів серед жінок (WWCC), який відбувся в Лондоні в 1927 році. Вона посіла 6—7 місця у Варшаві 1935 (5-й WWCC) і 10—16 місця в Стокгольмі 1937 (6-й WWCC). Усі ці змагання виграла Віра Менчик.

## Відома гра
Едіт Голловей — Пітер Потьомкін, Париж 1924, Захист Оуена 1.e4 b6 2.d4 Bb7 3.Bd3 f5 4.f3 fxe4 5.fxe4 g6 6.Be3 e6 7.Nf3 Nf6 8.Nbd2 Ng4 9.Qe2 Nxe3 10.Qxe3 Bg7 11.0–0 Nc6 12.c3 0–0 13.Rf2 Ne7 14.Raf1 d5 15.Ng5 Rxf2 16.Qxf2 Qd7 17.Qf7+ Kh8 18.Nxe6 Rg8 19.e5 Bc8 20.Nxg7 Rxg7 21.Qf6 Nf5 22.Nf3 Qe7 23.Re1 Kg8 24.Qc6 Be6 25.Qa8+ Qf8 26.Qxa7 g5 27.Bxf5 Bxf5 28.Qb7 Be4 29.Nd2 c5 30.Qxb6 Rf7 31.Qe6 cxd4 32.Nxe4 dxe4 33.cxd4 Qb4 34.Rf1 Qxd4+ 35.Kh1 Qd7 36.Qxf7+ 1–0